# Господин Дидс иде у град
Господин Дидс иде у град (енгл. Mr. Deeds Goes to Town) амерички је филм из 1936. године режисера Френка Капре са Гаријем Купером и Џин Артур у главним улогама.

## Кратак садржај
Ово је прича о особењаку (Гари Купер) из америчке провинције који усред Велике депресије наслеђује 20.000.000 долара од свог далеког рођака. Осим приче о доброћудном и неисквареном богаташу, кроз филм се провлачи и љубавна драма у којој главна јунакиња (Џин Артур) прелази пут од немилосрдне новинарке којој је циљ да уништи и обезвреди новопеченог богаташа до крхке девојке која се заљубљује у њега и покушава да се искупи за неправду коју му је починила.

## Улоге
| Глумац          | Улога          |
| --------------- | -------------- |
| Гари Купер      | Господин Дидс  |
| Џин Артур       | Бејб Бенет     |
| Џорџ Банкрофт   | Маквејд        |
| Лајонел Стандер | Корнилијус Коб |
| Даглас Дамбрил  | Џон Сидар      |
| Рејмонд Волберн | Волтер         |

## Награде
- Оскар за најбољег режисера — Френк Капра[4]